# Spaghettimaß

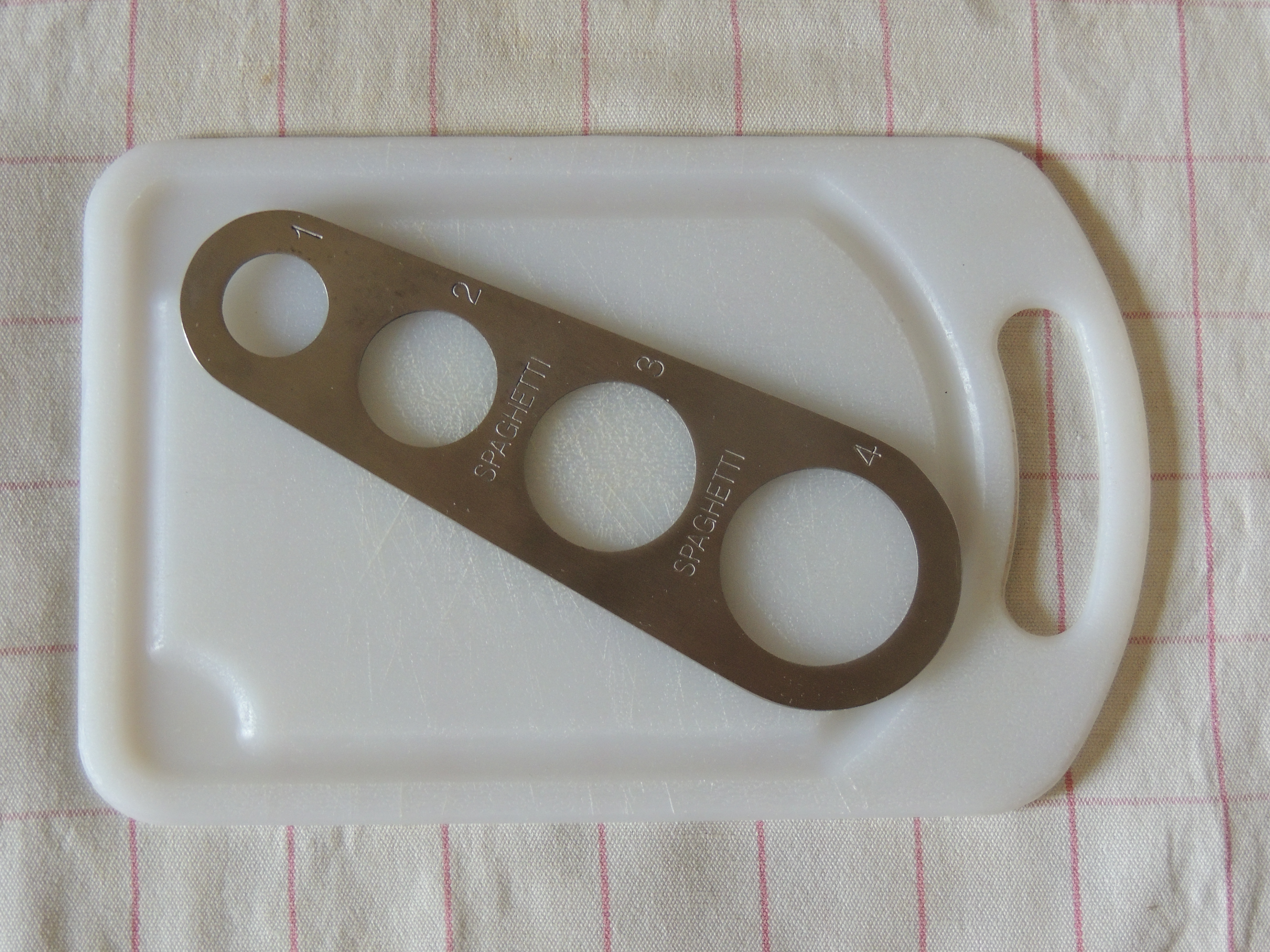
Spaghettiportionierer mit Löchern für Portionen von 1 bis 4 Personen, Lochdurchmesser 23, 30, 37 und 43 mm

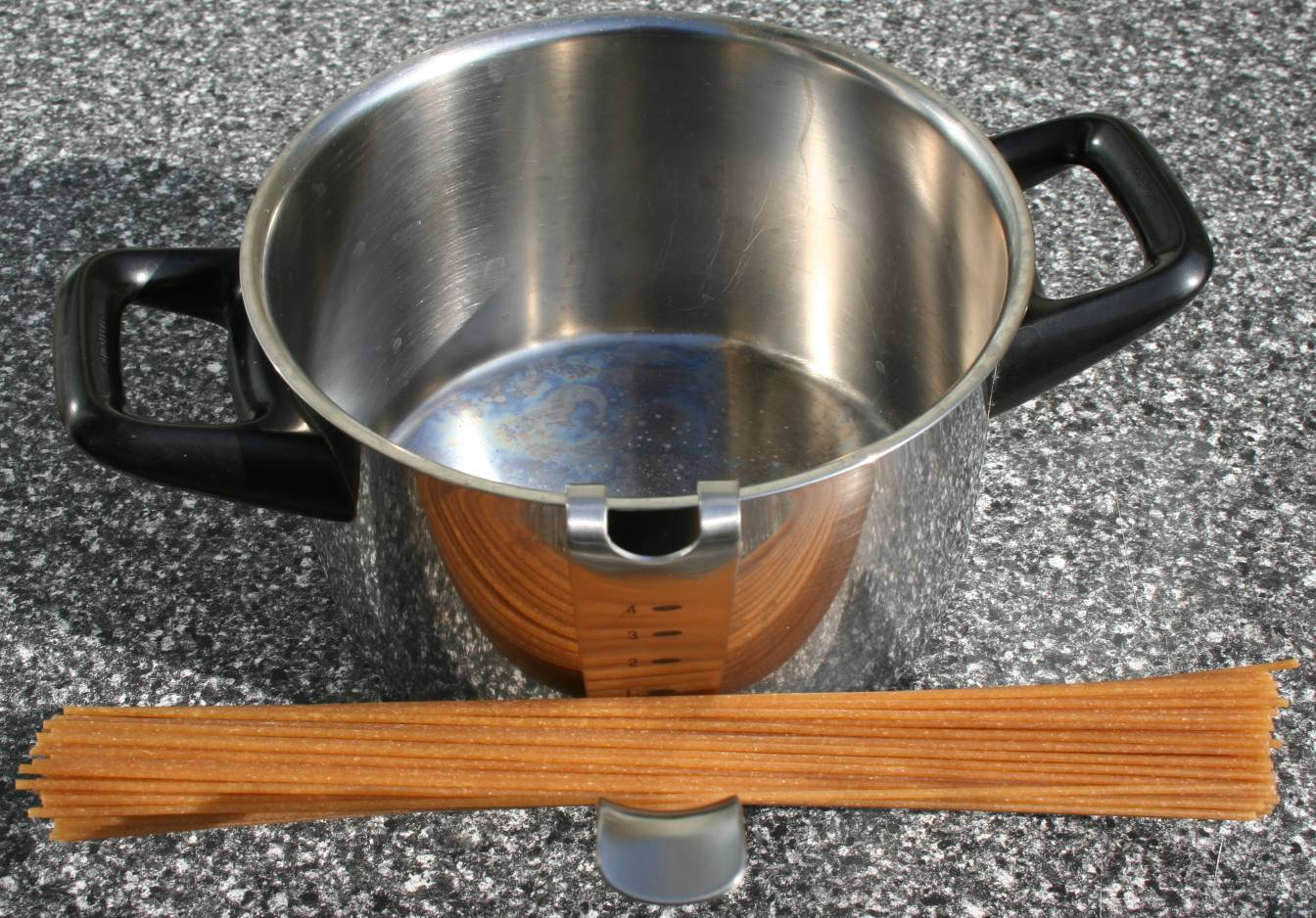
Spaghettimaß mit 100 Gramm Spaghetti

Ein Spaghettimaß, auch Spaghettiportionierer, ist ein Küchengerät, mit dem im Kochen unerfahrene Personen vor dem Kochen ohne Waage eine gewünschte Spaghettimenge bestimmen können. Bezeichnungen wie Pastamaß und Nudelportionierer sind irreführend, da das Spaghettimaß für andere Pasta beziehungsweise Nudelsorten nicht geeignet ist.
Da industriell hergestellte Spaghetti meist ungefähr die gleiche Länge und einen ähnlichen Durchmesser haben, genügt dazu die Bestimmung des Querschnitts eines Bündels von Spaghetti. Das Ergebnis ist ungenau, für praktische Zwecke aber ausreichend. Bei Spaghetti mit Überlänge zeigt das Maß nur etwa die Hälfte des tatsächlichen Gewichts an.
Alle Spaghettimaße gehen von einem Bedarf von rund 100 Gramm Spaghetti pro Person aus, ohne zwischen Hauptspeise und Beilage zu unterscheiden oder auf das Essverhalten einzugehen. Einfacher und auch für sämtliche Nudelsorten geeignet ist daher ein Abwiegen der Portionen.
Es gibt verschiedene Konstruktionen und Bauformen:
- Manche Modelle bestehen aus Metall- oder Holzscheiben mit verschieden großen Löchern, durch deren auf die Anzahl der Gäste zutreffende Größe so viele Spaghetti gesteckt werden, dass sie den Lochquerschnitt ganz füllen. In der Regel handelt es sich um vier Löcher, für eine bis vier Portionen. Manche Scheiben können auch als Topfuntersetzer verwendet werden.
- Andere Modelle verfügen über eine einstellbare Blendenöffnung zur Portionierung.
- Es gibt auch Ringe, zum Beispiel aus Olivenholz, die ebenfalls jeweils den Umfang von einer bis vier Portionen darstellen.
- Bei anderen Modellen werden die Spaghetti in einen Haken eingelegt, an einer Skala kann die Menge abgelesen werden.
- Vielfach verfügen Spaghettiheber über ein Loch in der Mitte, das als Spaghettimaß verwendet werden kann.